# 陸筱晴
陸筱晴（英語：Lu Xiao-Qing，1990年1月11日—），台灣女藝人、舞者，現任Rakuten Girls舞蹈總監，透過運動和Youtube促成韓國和台灣的緊密交流關係，曾為Rakuten Girls成員，本名邱琬淇（英語：Qiu Wan-Qi），英文名「Sunnie」，過去亦曾使用過藝名「小喵」，2017更換為現名。目前為中華職棒六隊在單一球隊擔任時間最長，亦為樂天桃猿唯一La New熊時期服務至今的啦啦隊成員。

## 生平
2022年8月，韓國職棒樂天巨人邀請Rakuten Girls陸筱晴舞蹈總監和籃籃、岱縈、倪暄、琳妲前往韓國，在主場擔任開球嘉賓和表演嘉賓，確立韓國台灣友好交流。
陸筱晴青年高中舞蹈科、樹德科技大學表演藝術系畢，曾多次出國代表台灣參與國際舞蹈演出。身兼職棒啦啦隊外，亦擔任高雄蘋果家族Apple Studio舞蹈老師，2017年起兼任LamiGirls編舞老師工作。

2021年起轉任中華職棒樂天桃猿專屬啦啦隊Rakuten Girls舞蹈總監一職。
2024年8月8日起成為中華職棒樂天桃猿專屬啦啦隊Rakuten Girls經紀人一職

## 啦啦隊經歷

### 棒球啦啦隊
| 年份                   | 隊伍名稱      | 備註                           |
| 2010                   | La New Girls  | 中華職棒La New熊啦啦隊         |
| 2011－2012、2014－2019 | LamiGirls     | 中華職棒Lamigo桃猿啦啦隊       |
| 2020                   | Rakuten Girls | 中華職棒樂天桃猿啦啦隊         |
| 2021-至今              | Rakuten Girls | 中華職棒樂天桃猿啦啦隊舞蹈總監 |

## 演出作品

### MV
| 年份 | 名稱                                       | 備註                                                 |
| 2020 | 玖壹壹《LOCAL》                            | 舞者 與Peggy、白白、Rakuten Girls共同出演            |
| 2020 | 《Yes!Ok!》（樂天女孩舞蹈Cover）           | 與卉妮、Yuri、菲菲、沐妍共同演出                     |
| 2020 | 《Say My Name》（樂天女孩舞蹈Cover）       | 與筠熹、張語芯、Yuri、菲菲、慧慧、曲羿、沐妍共同演出 |
| 2020 | 《How You Like That》（樂天女孩舞蹈Cover） | 與琳妲、倪暄、羚小鹿、沐妍、慕霏共同演出             |

## 音樂作品

### 單曲
| 年份          | 專輯名                     | 備註                               |
| 2016年7月22日 | 《獨一無二的閃爍》寫真單曲 | 與LamiGirls、Rakuten Girls共同出演 |
| 2017年8月4日  | 《勇氣的每一秒》寫真EP     | 與LamiGirls、Rakuten Girls共同出演 |
| 2017年8月9日  | 《溫室開不出的花》寫真EP   | 與LamiGirls、Rakuten Girls共同出演 |
| 2018年9月10日 | 《Love Me More》單曲       | 與LamiGirls、Rakuten Girls共同出演 |
| 2019年8月6日  | 《Dancing Holiday》 單曲   | 與LamiGirls、Rakuten Girls共同出演 |
| 2020年9月21日 | 《Rock you everyday 》單曲 | 與LamiGirls、Rakuten Girls共同出演 |

## 備註
1. ↑  .   [2020-09-11]. （原始内容存档于2021-10-22）.

## 外部連結
- Sunnie陸筱晴的Facebook專頁
- Sunnie陸筱晴的Instagram帳戶